# Green Grass of Tunnel
Green Grass of Tunnel é uma canção experimental do grupo islandês múm, lançado antes de seu álbum de 2002 Finally We Are No One como single. A canção foi coberta pela British Sea Powe em 2005 em seu single "It Ended on an Oily Stage". Pitchfork Media listou a canção em 484° em sua contagem na lista dos 500 melhores faixas da década de 2000.

## Faixas
| N.º            | Título                                               | Duração |  |
| 1.             | "Green Grass of Tunnel (Album Version)"              | 4:58    |  |
| 2.             | "In Through the Lamp"                                | 5:55    |  |
| 3.             | "Green Grass of Tunnel" (Video Version, Promo only)" | 4:13    |  |
| Duração total: | Duração total:                                       | 15:09   |  |

## VideoClipe
O vídeo da música foi criado em computação gráfica por do Semiconductor por Joe Gerhardt e Ruth Jarman. Segue-se o ponto de vista de um bando de pássaros, e apresenta um farol, presumivelmente muito semelhante à casa em que eles ficaram. Brad Osborn fez notar como o escarpadas, picos gelados representadas no vídeo estão ligados aos trancos pentatômicas na melodia vocal principal, e também para o frio, timbres metálicos utilizados na gravação.